# فورمیگا (بازیکن فوتبال)
فورمیگا (پرتغالی: ant؛ زادهٔ ۳ مارس ۱۹۷۸) بازیکن فوتبال زن اهل برزیل بود.
از باشگاه‌هایی که در آن بازی کرده‌است می‌توان به باشگاه فوتبال زنان سانتوس، باشگاه فوتبال سانتوس، گلد پراید، باشگاه فوتبال سائو پائولو، شیکاگو رد استارز، باشگاه فوتبال سان خوزه، و باشگاه فوتبال روزنگرد اشاره کرد.
وی همچنین در تیم ملی فوتبال زنان برزیل بازی کرده‌است.